# Tancredi Parmeggiani
Tancredi Parmeggiani (* 1927 in Feltre, Italien; † 1964 in Rom) war ein italienischer Maler und einer der wichtigsten Vertreter des Spazialismo.

## Biografie
Tancredi Parmeggiani studierte in Venedig an der Accademia di belle arti di Venezia Malerei.
Er zählt neben Lucio Fontana und Mario de Luigi zu den bedeutendsten Vertretern des Spazialismo und war demzufolge davon überzeugt, dass ein Bild seine plane Oberfläche und somit dessen Zweidimensionalität aufgeben müsse, um sich dem Raum zuwenden zu können. Der neu gewonnene Raum sollte mit Farben und einer zeitlichen Dimension verknüpft sein, um sich darüber neuen Bildlösungen nähern zu können.
Trancedis Arbeiten finden sich in renommierten Sammlungen wie der Galleria d’Arte Moderna des Palazzo Forti (Verona), Ca’ la Ghironda (Bologna), Solomon R. Guggenheim Museum (New York City), Museo de Arte Moderno de Bogotá (Bogotá) oder dem Museion (Bozen).